# Skandinavienkai

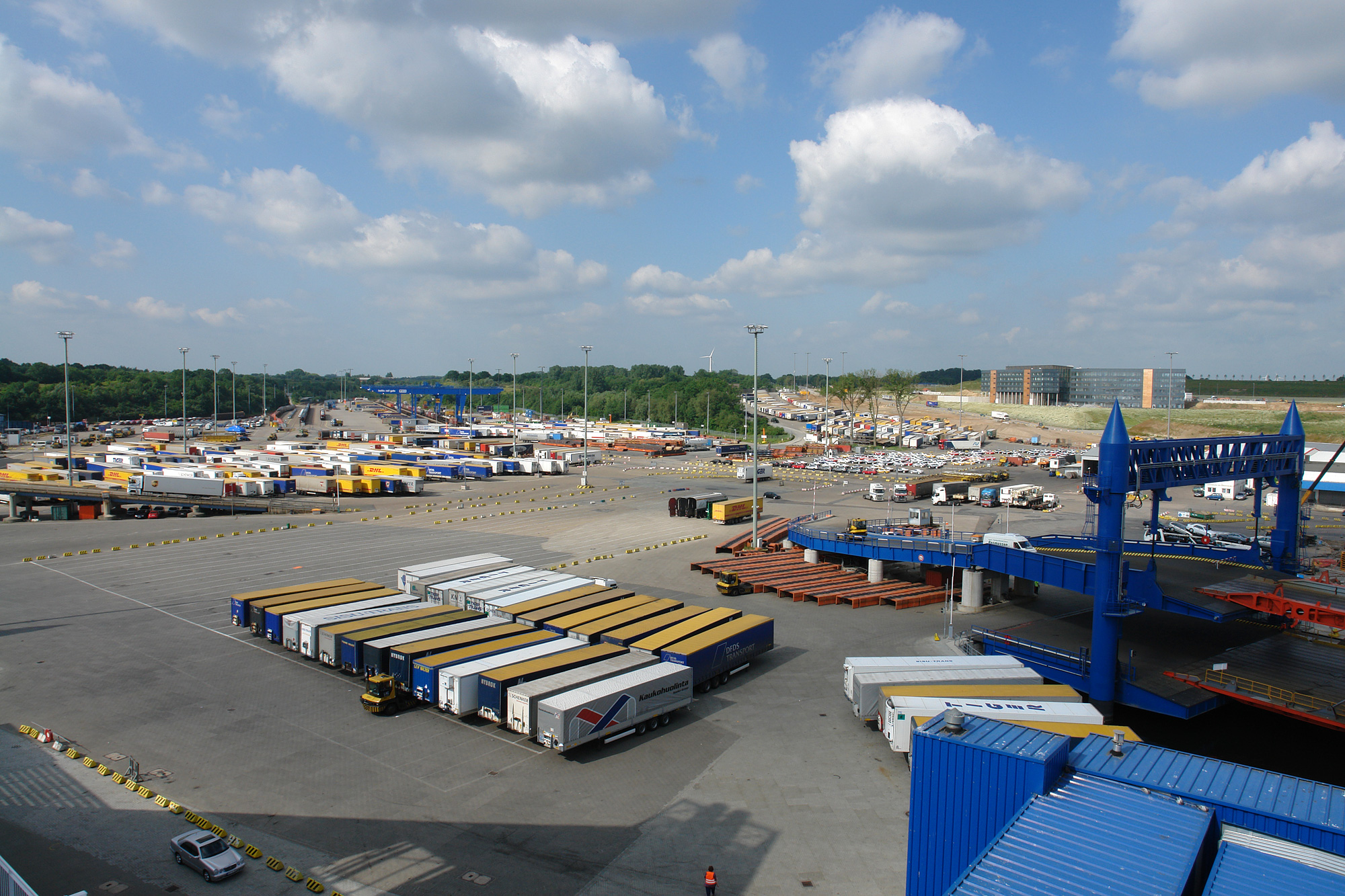
Überblick vom Hafenbecken aus auf den Skandinavienkai und das Hafengelände (2006)

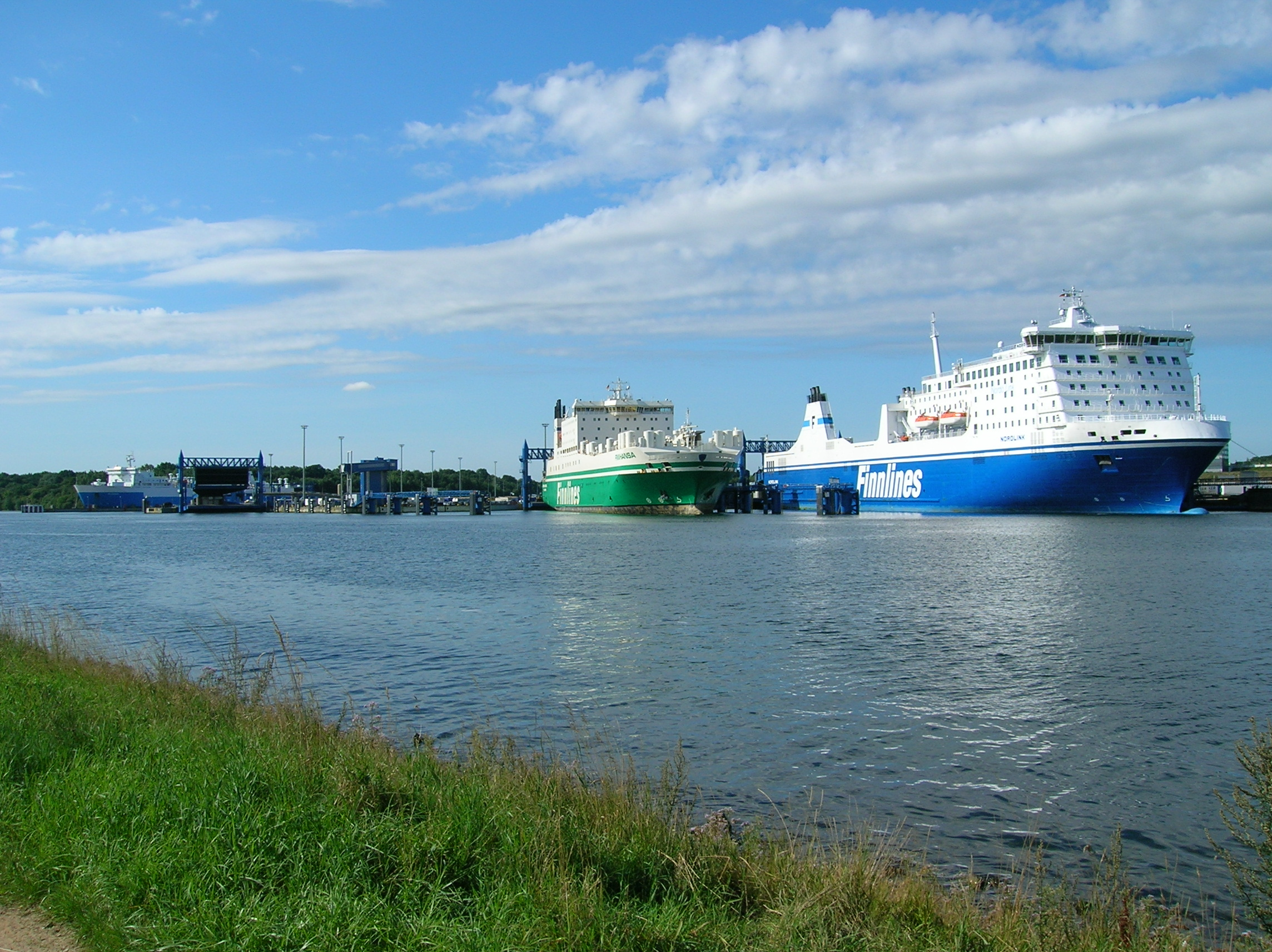
Drei Finnlines-Fähren am Skandinavienkai

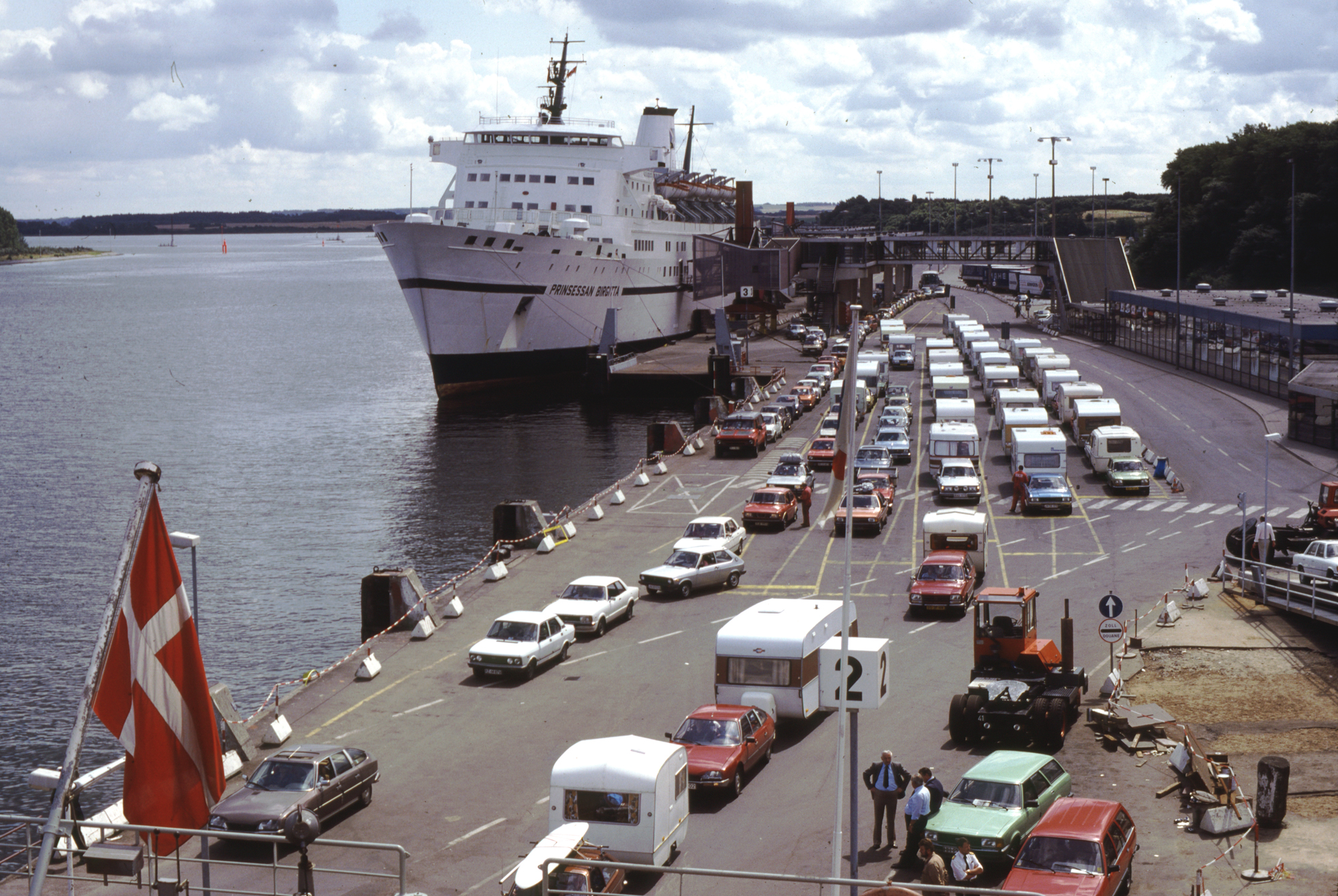
Blick auf den Skandinavienkai (1981)

Der Skandinavienkai ist ein Hafenterminal in Lübeck-Travemünde und gehört zum Lübecker Hafen (Port of Luebeck). Der Skandinavienkai ist das größte der Terminals der Lübecker Hafengesellschaft (LHG) und mit neun zum Teil doppelstöckigen Anlege-Ports der größte deutsche Fährhafen an der Ostsee.
Verbindungen bestehen nach Schweden (Trelleborg und Malmö), Finnland und ins Baltikum. Das Terminal ist spezialisiert auf den Roll-on-Roll-off-Verkehr. Umgeschlagen werden überwiegend Lkw und Sattelauflieger (Trailer), Ex- und Import-Pkw, Container und Eisenbahnwaggons, aber auch Schwergut, Stahl und Gefahrgut. Im Jahr 2010 waren es insgesamt 18,1 Millionen Tonnen, darunter allein 640.000 Lkw und Trailer, 55.000 Pkw und 41.000 Container (jeweils in Einheiten).
2006 und 2007 wurde der Terminal Skandinavienkai in großem Umfang um Hafenflächen und Gewerbegebiete für hafennahe Betriebe und Logistikunternehmen erweitert. In diesem Zusammenhang wurde die Travemünder Landstraße unterbrochen und die Bahnstrecke Lübeck–Lübeck-Travemünde Strand in diesem Bereich auf anderthalb Kilometer Länge mehrere hundert Meter westwärts verlegt, so dass sie jetzt neben der Ivendorfer Landstraße verläuft. Diese ist nun eine wichtige Straßenverbindung zwischen den Lübecker Stadtteilen Kücknitz und Travemünde geworden. Unter Abtragung der alten Hügellandschaft wurden zwischen der Kaimauer und der neuen Bahnstrecke ausgedehnte Lager- und Gewerbeflächen geschaffen. Das neue Terminalgebäude liegt etwa einen Kilometer südlich des inzwischen abgerissenen alten Standortes.
Die Zuwegung des gesamten Hafengeländes erfolgt nur noch von Süden her: über den bei Kücknitz von der Eisenbahnstrecke nach Travemünde abzweigenden LHG-eigenen Schienenweg der Lübecker Hafenbahn, über die zur Sackgasse gewordene Travemünder Landstraße, über die Abfahrt Skandinavienkai der autobahnähnlichen B 75 und über einen als Brücke über die Travemünder Bahn und dann in „Serpentinen“ hügelabwärts geführten Fuß- und Radweg von Ivendorf (Ecke Ivendorfer Landstraße/Ovendorfer Straße).

Der erst 2004 fertiggestellte Eisenbahn-Haltepunkt Lübeck-Travemünde Skandinavienkai hat keinen fußläufigen Zugang zum Skandinavienkai mehr. Mit dem Bau eines neuen Haltepunktes an geeigneter Stelle wurde noch nicht begonnen. Die Bahnstrecke nach Travemünde Strand wurde für den SPNV nach Travemünde und als Güterstrecke zum Skandinavienkai zusammen mit dem Lübecker Hauptbahnhof von 2005 bis 2008 mit Oberleitung elektrifiziert und zweigleisig ausgebaut.
Die ÖPNV-Anbindung erfolgt mit Linienbussen der LVG sowohl von Lübeck als auch von Lübeck-Travemünde aus.

## Vom Hafen aus operierende Schiffe
| Reederei   | Schiff          | Route                   |
| ---------- | --------------- | ----------------------- |
| TT-Line    | Nils Holgersson | Travemünde – Trelleborg |
| TT-Line    | Peter Pan       | Travemünde – Trelleborg |
| Finnlines  | Finnlady        | Travemünde – Helsinki   |
| Finnlines  | Finnmaid        | Travemünde – Helsinki   |
| Finnlines  | Finnstar        | Travemünde – Helsinki   |
| Finnlines  | Finnswan        | Travemünde – Malmö      |
| Finnlines  | Finnpartner     | Travemünde – Malmö      |
| Finnlines  | Finntrader      | Travemünde – Malmö      |
| Stena Line | Stena Flavia    | Travemünde – Liepāja    |
| Stena Line | Stena Horizon   | Travemünde – Liepāja    |

## Daten
- Kailänge: 2.065 Meter
- Neun Liegeplätze mit RoRo-Rampen, davon vier mit Doppelstock-Abfertigung
- Terminal-Größe: 669.000 m²
- Gleislänge (Hafenbahn): 12.000 Meter
- KV-Terminal Baltic Rail Gate
- Umschlagvolumen 2013: 17,4 Millionen Tonnen